# Comuna Vultureni, Cluj
Vultureni (în maghiară Borsaújfalu) este o comună în județul Cluj, Transilvania, România, formată din satele Băbuțiu, Bădești, Chidea, Făureni, Șoimeni și Vultureni (reședința).

## Date geografice
Este situată în partea de nord a Dealurilor Clujului, pe cursul superior al râului Borșa.

### Localități învecinate
|          | Panticeu |                 |
| Sânpaul  |          | Dăbâca si Borșa |
| Așchileu | Chinteni |                 |

## Demografie
Componența etnică a comunei Vultureni
     Români (78,18%)
     Maghiari (7,04%)
     Romi (6,12%)
     Alte etnii (0,13%)
     Necunoscută (8,53%)
Componența confesională a comunei Vultureni
     Ortodocși (74,46%)
     Penticostali (6,32%)
     Reformați (5,6%)
     Baptiști (1,11%)
     Alte religii (3,71%)
     Necunoscută (8,79%)
Conform recensământului efectuat în 2021, populația comunei Vultureni se ridică la 1.535 de locuitori, în creștere față de recensământul anterior din 2011, când fuseseră înregistrați 1.516 locuitori. Majoritatea locuitorilor sunt români (78,18%), cu minorități de maghiari (7,04%) și romi (6,12%), iar pentru 8,53% nu se cunoaște apartenența etnică. Din punct de vedere confesional, majoritatea locuitorilor sunt ortodocși (74,46%), cu minorități de penticostali (6,32%), reformați (5,6%) și baptiști (1,11%), iar pentru 8,79% nu se cunoaște apartenența confesională.

## Politică și administrație
Comuna Vultureni este administrată de un primar și un consiliu local compus din 9 consilieri. Primarul, Paul-Bogdan Cecan[*], de la Partidul Social Democrat, este în funcție din 1 noiembrie 2024. Începând cu alegerile locale din 2024, consiliul local are următoarea componență pe partide politice:
|  | Partid                                 | Consilieri | Componența Consiliului | Componența Consiliului | Componența Consiliului | Componența Consiliului | Componența Consiliului |
|  | -------------------------------------- | ---------- | ---------------------- | ---------------------- | ---------------------- | ---------------------- | ---------------------- |
|  | Partidul Social Democrat               | 5          |                        |                        |                        |                        |                        |
|  | Partidul Național Liberal              | 2          |                        |                        |                        |                        |                        |
|  | Uniunea Democrată Maghiară din România | 1          |                        |                        |                        |                        |                        |
|  | Partidul Mișcarea Populară             | 1          |                        |                        |                        |                        |                        |

### Evoluție istorică
De-a lungul timpului populația comunei a evoluat astfel:

## Istoric
Prima menționare documentară a satului Vultureni este din 1314 cu numele de Terra Wyfalu.

## Lăcașuri de cult
- Biserica Reformată-Calvină din secolul al XIII-lea, cu unele transformări din secolul al XVIII-lea, din Bădești.
- Biserica Reformată-Calvină din secolul al XIII-lea din Chidea.
- Biserica Romano-Catolică „Sfântul Ioan Nepomuk” din Chidea (1766), cu amvon din 1741, construit de David Sipos.
- Biserica de lemn din Chidea „Sf. Gheorghe” (1761).
- Biserica unitariană din Chidea (1902).

## Vezi și
- Biserica de lemn din Făureni, Cluj
- Biserica reformată din Bădești
- Biserica reformată din Chidea
- Biserica unitariană din Chidea
- Biserica romano-catolică Sf. Ioan Nepomuk din Chidea

## Imagini

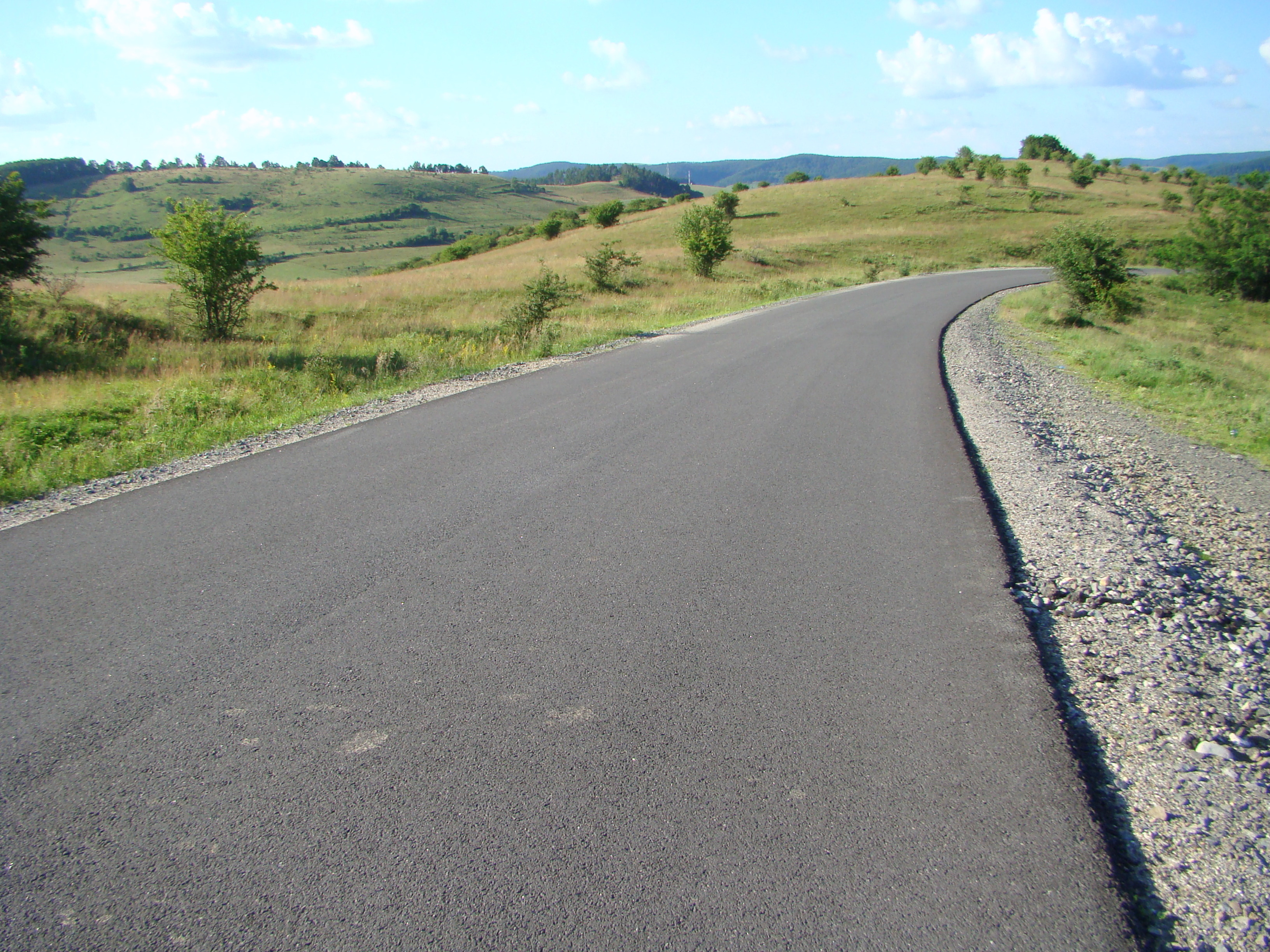
Drumul Panticeu-Vultureni
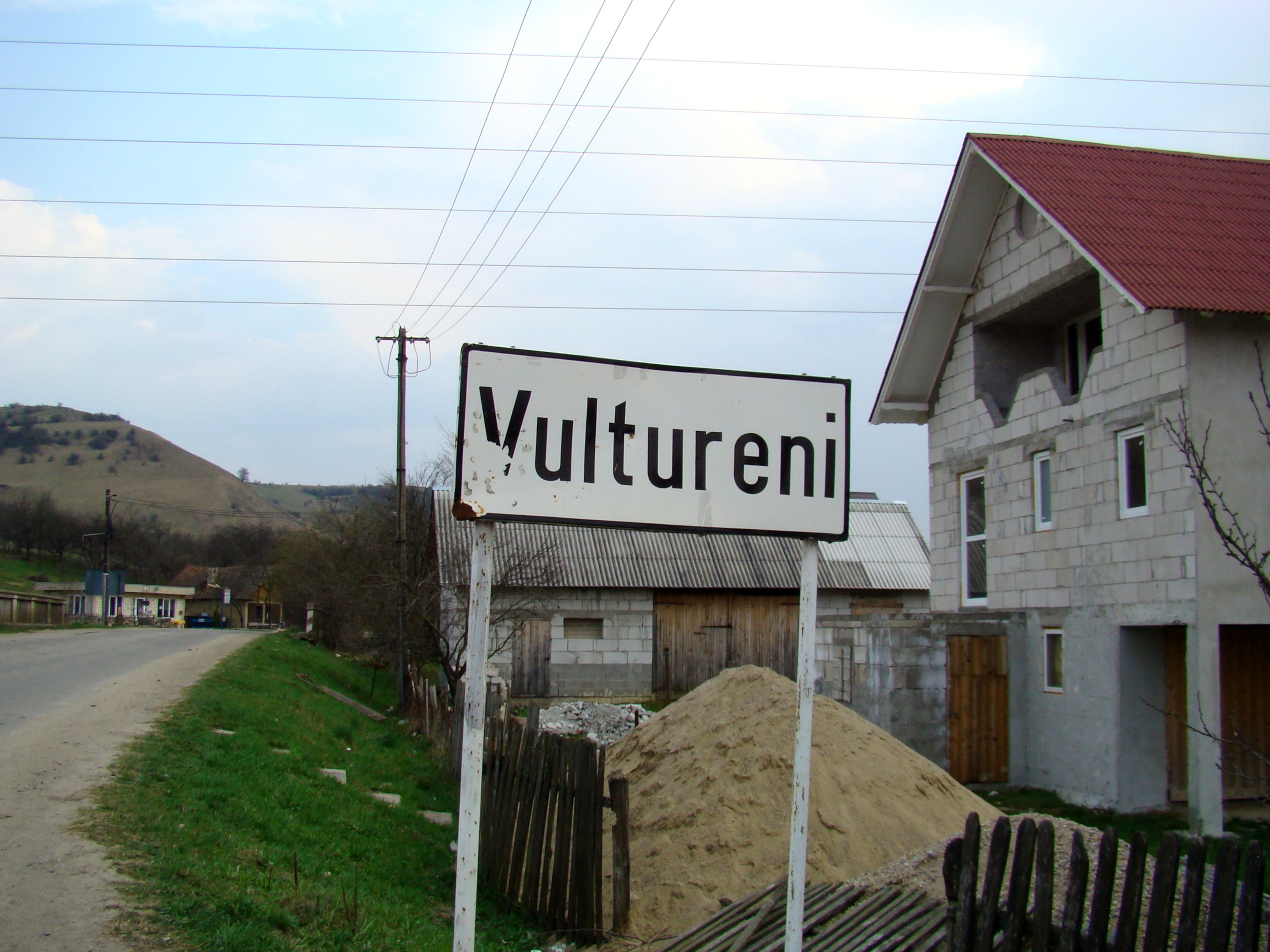
Intrarea în localitate
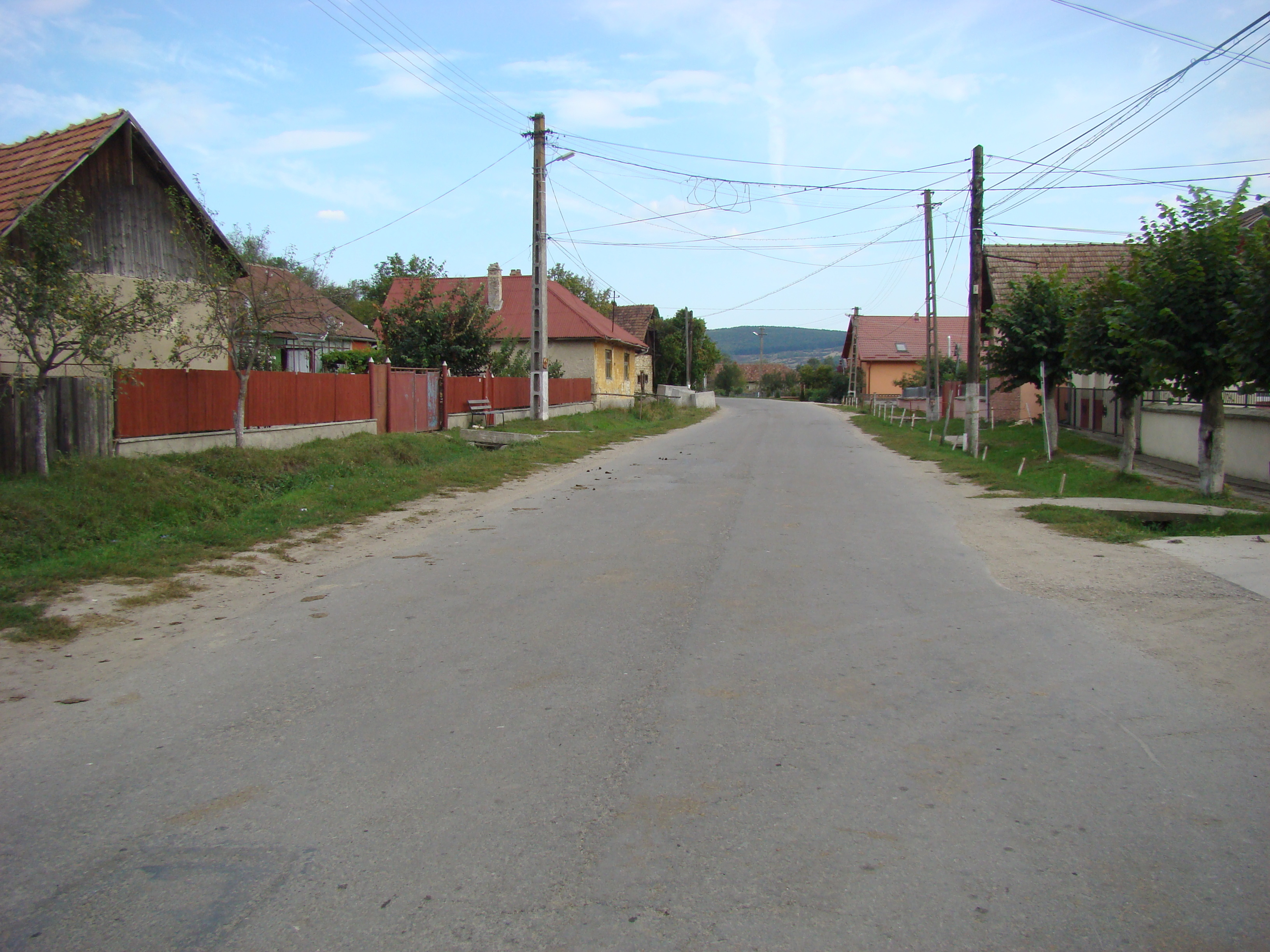
Vultureni
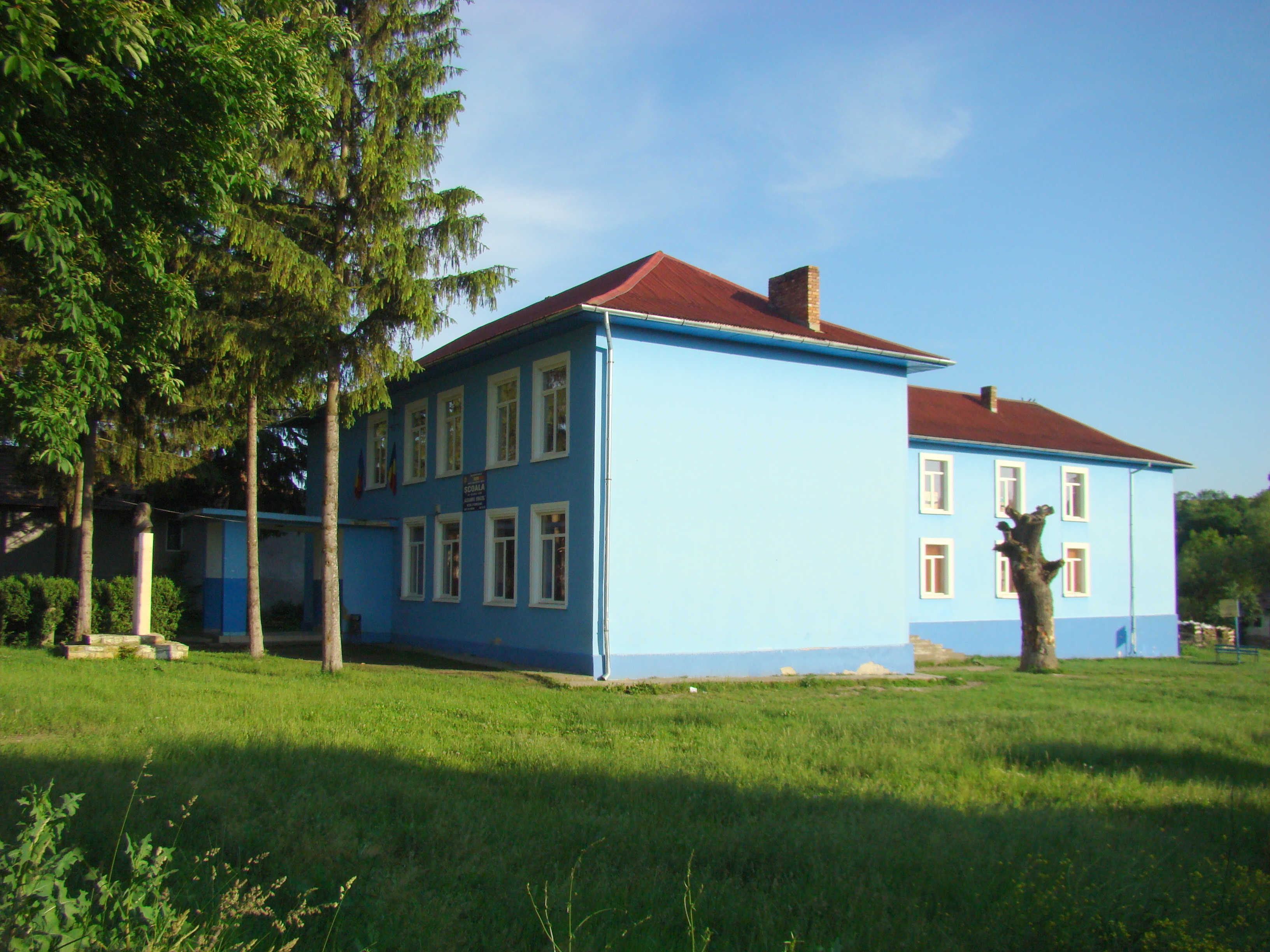
Școala
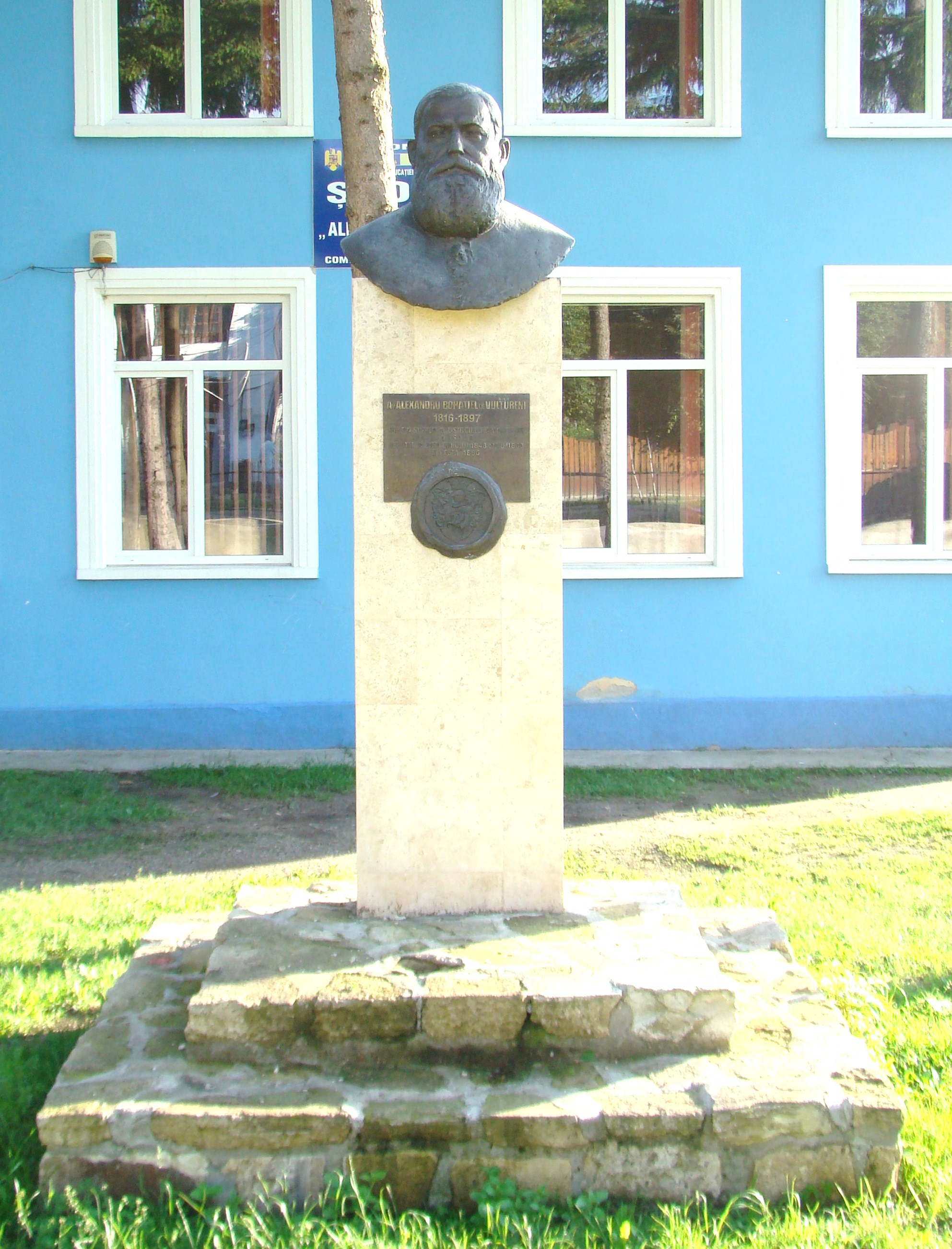
Bustul avocatului Alexandru Bohăţiel (1816-1897)
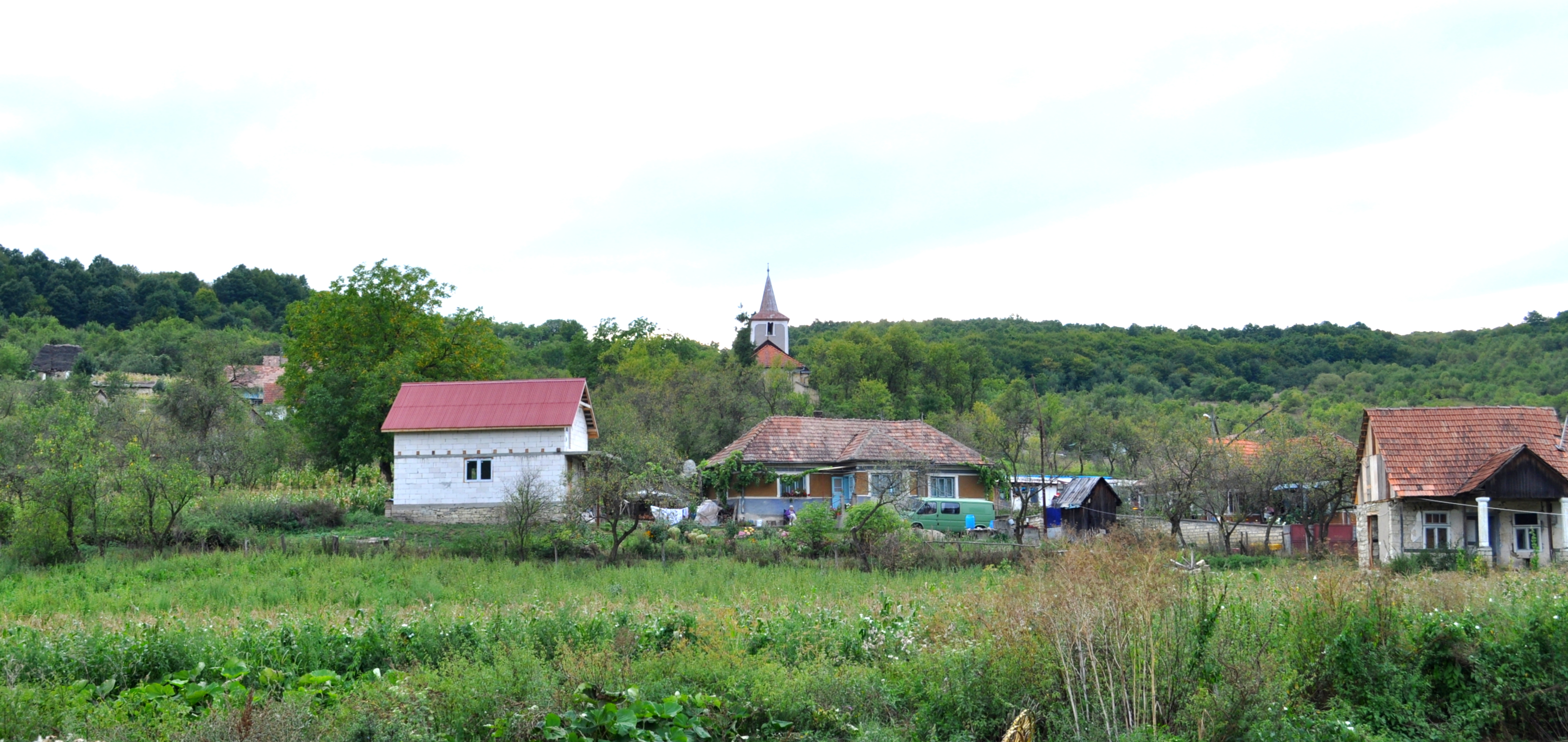
Bădești
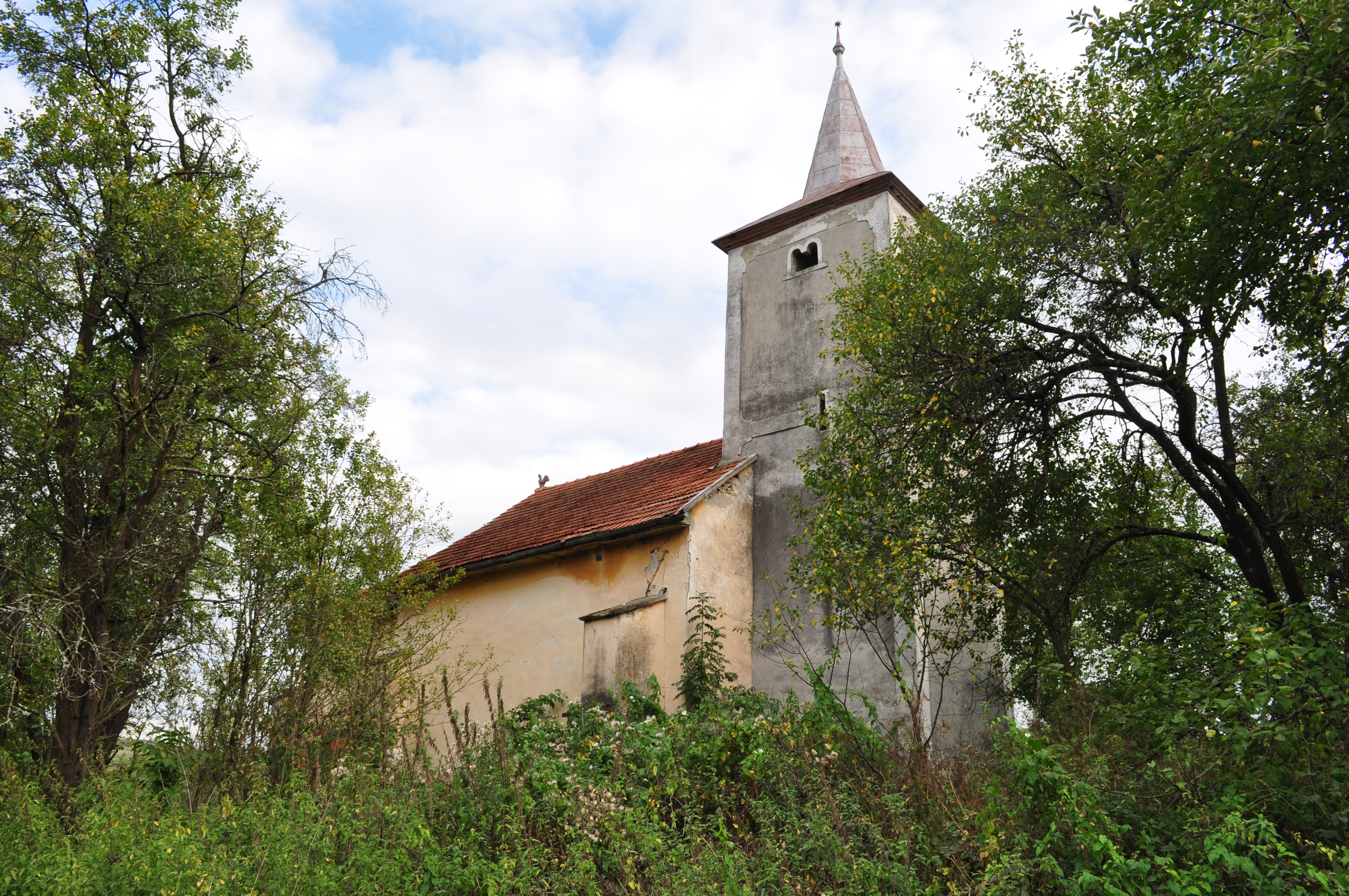
Biserica reformată (monument istoric)
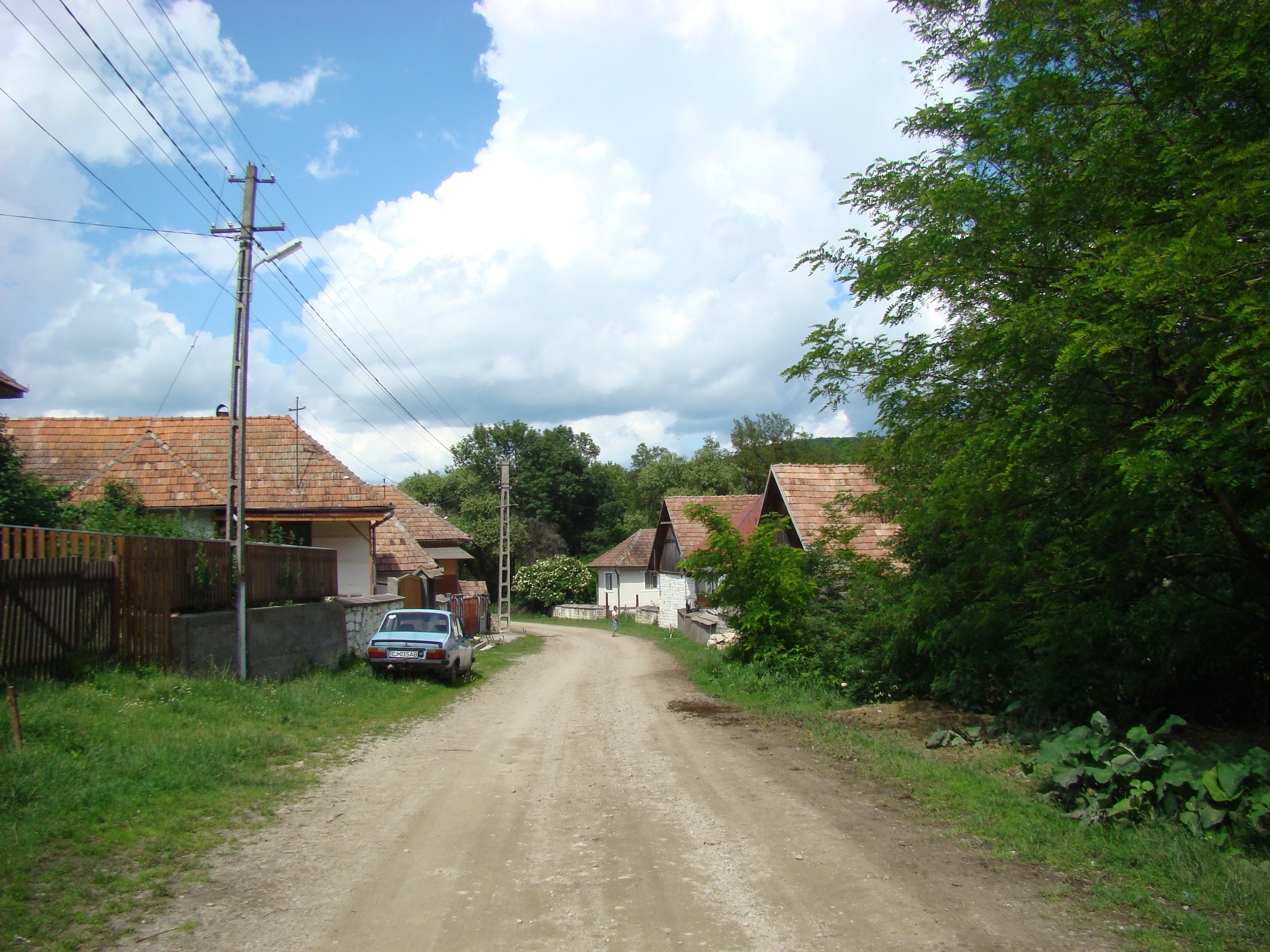
Făureni
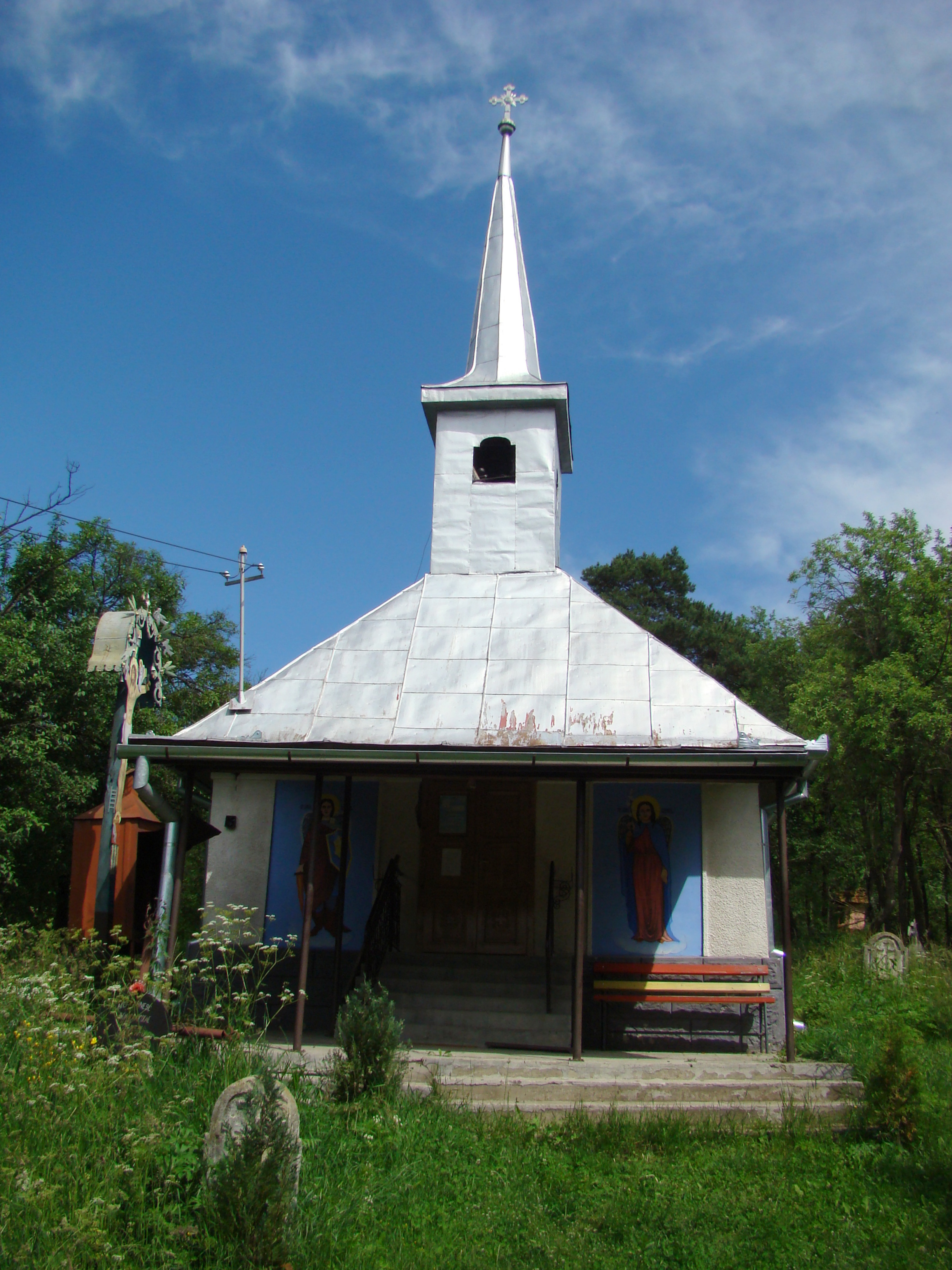
Biserica de lemn din Făureni
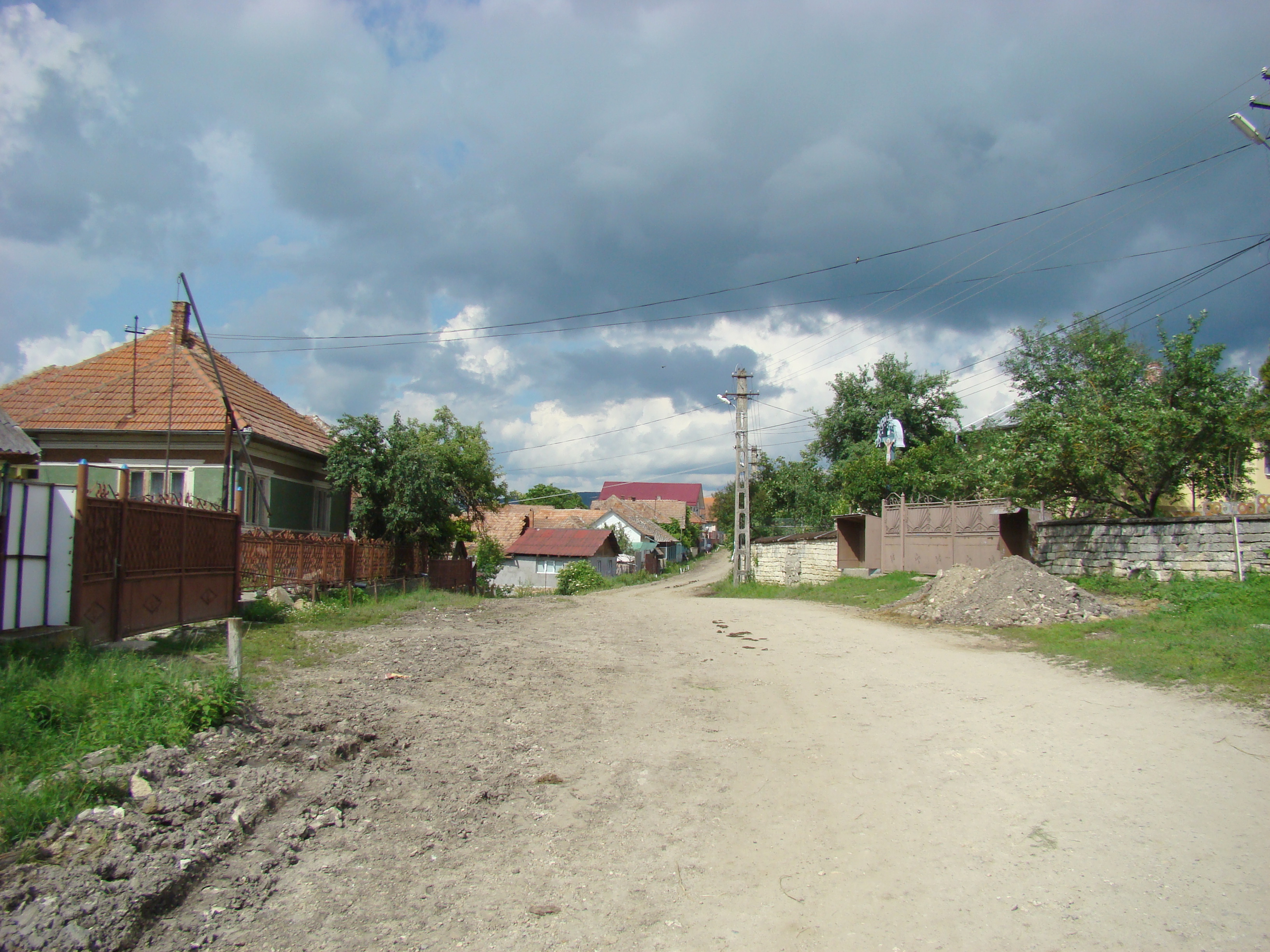
Șoimeni
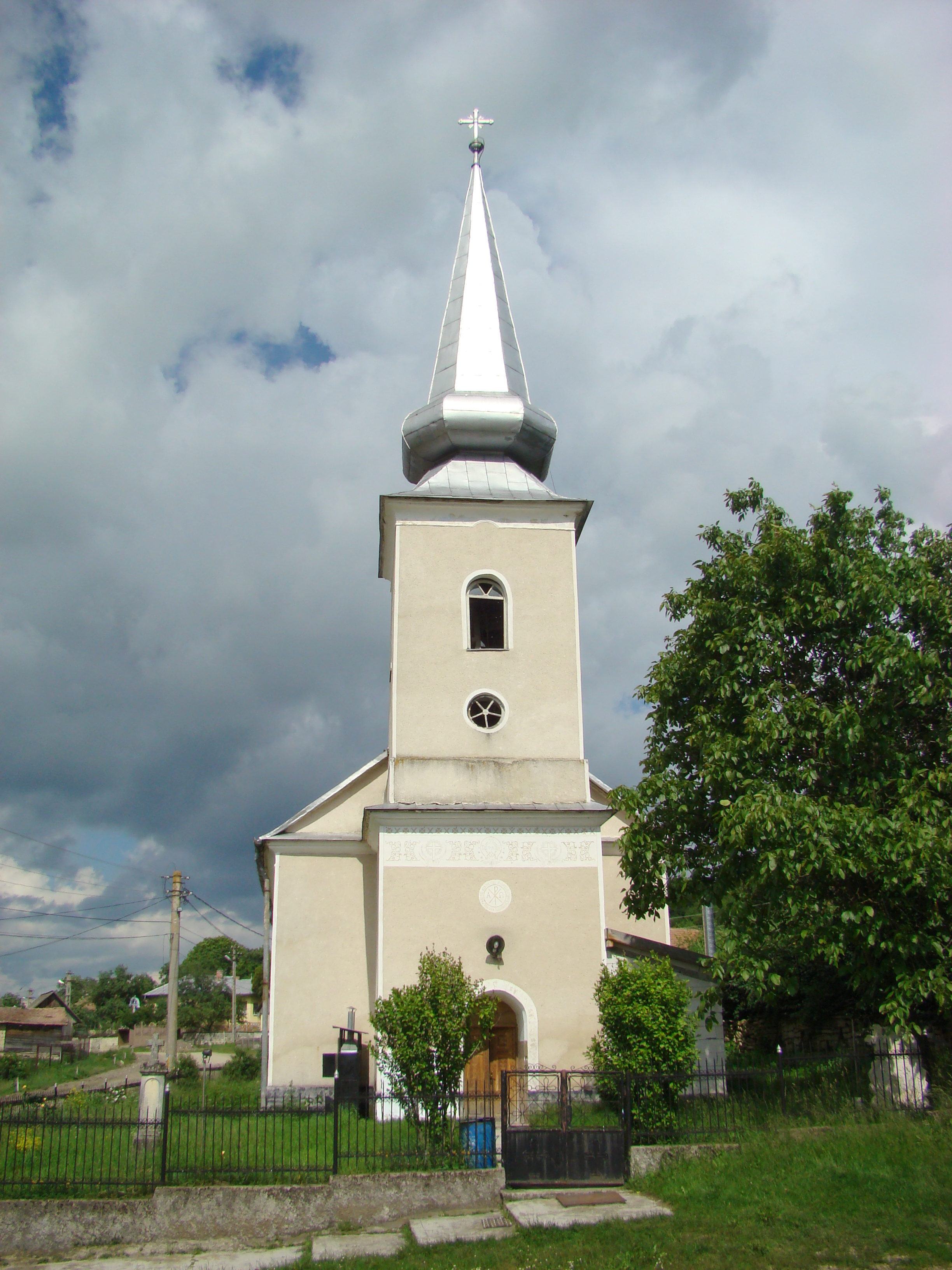
Biserica ortodoxă (1874)
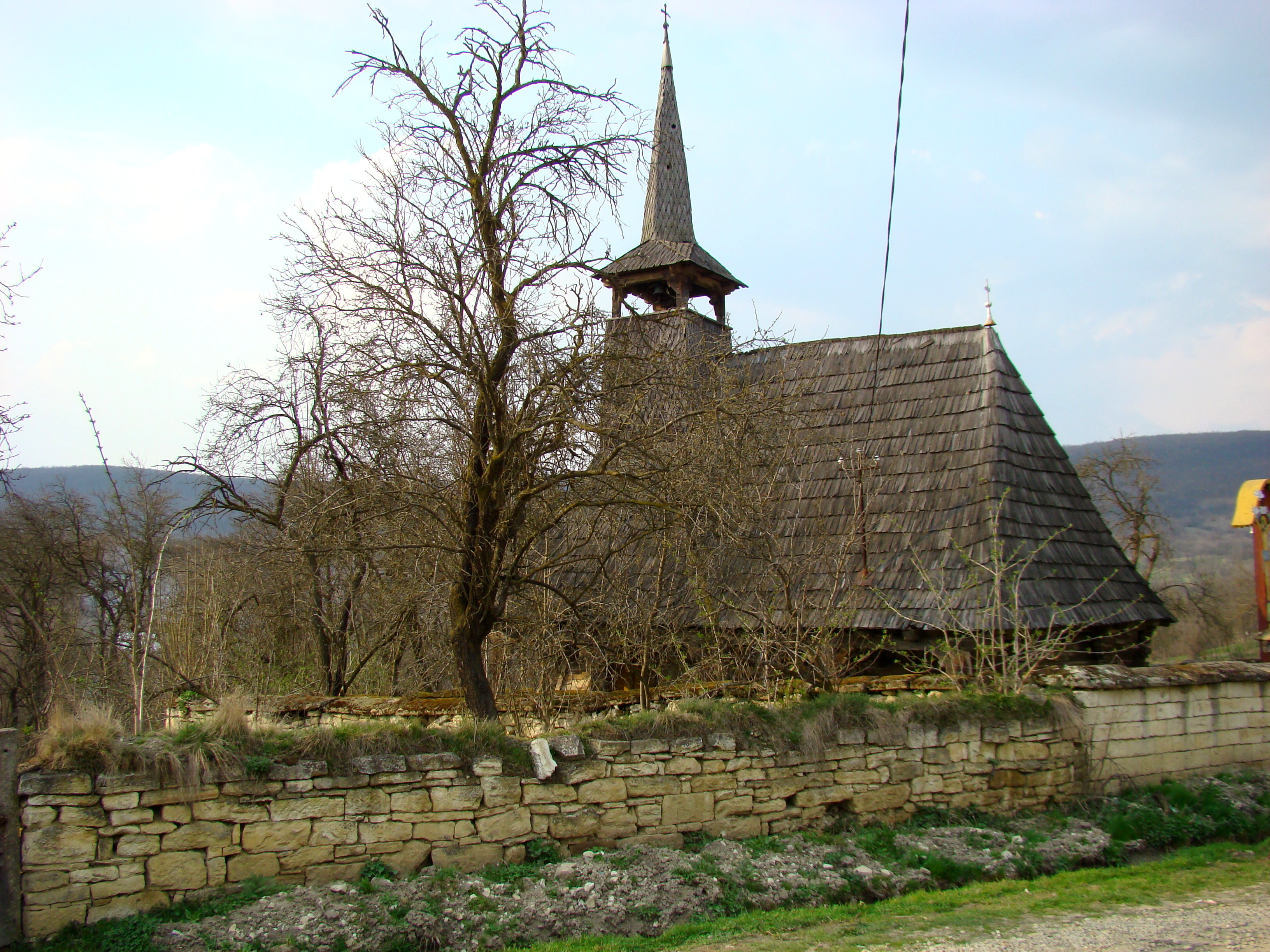
Biserica de lemn din Chidea (monument istoric)
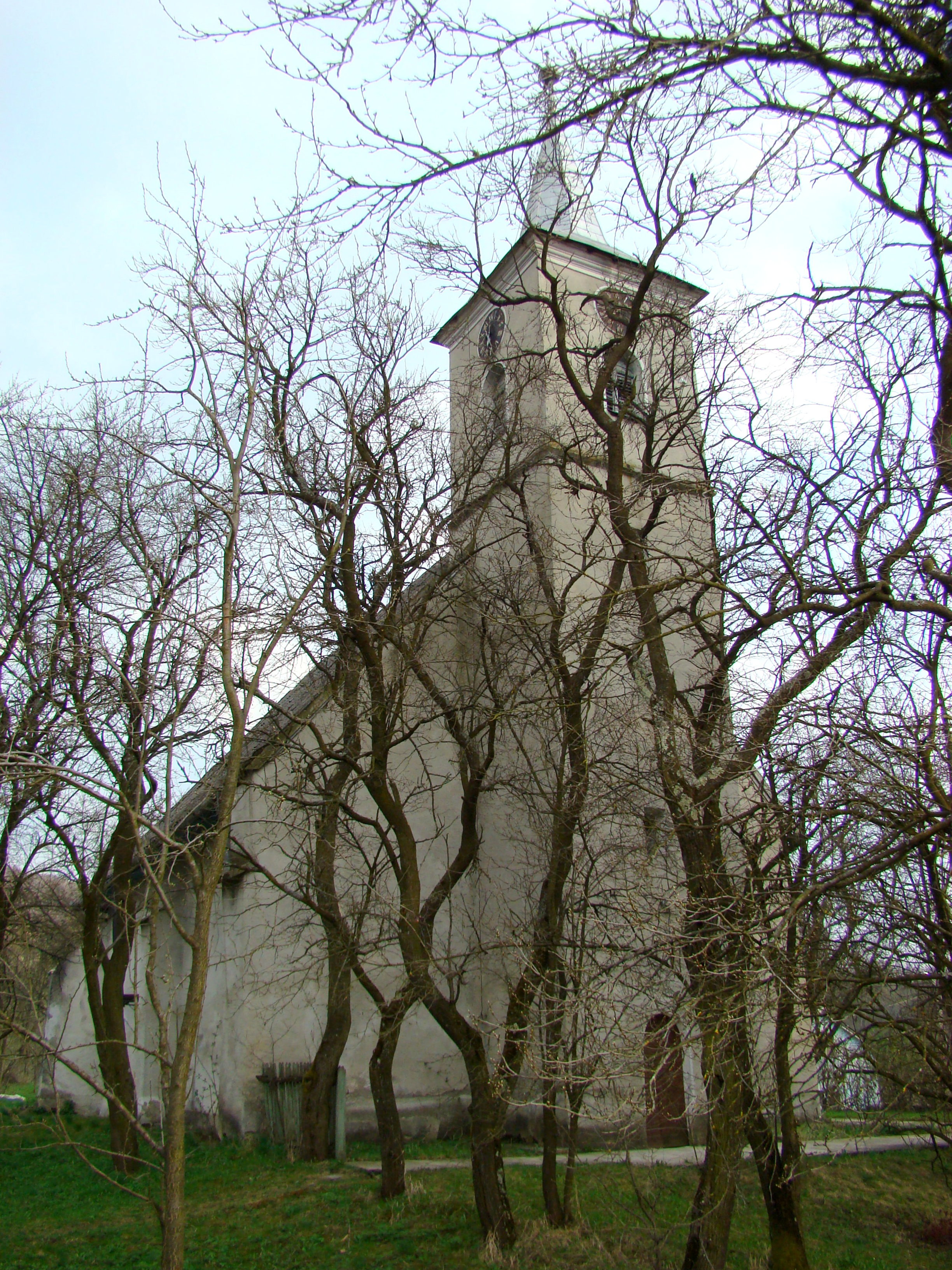
Biserica reformată din Chidea (monument istoric)
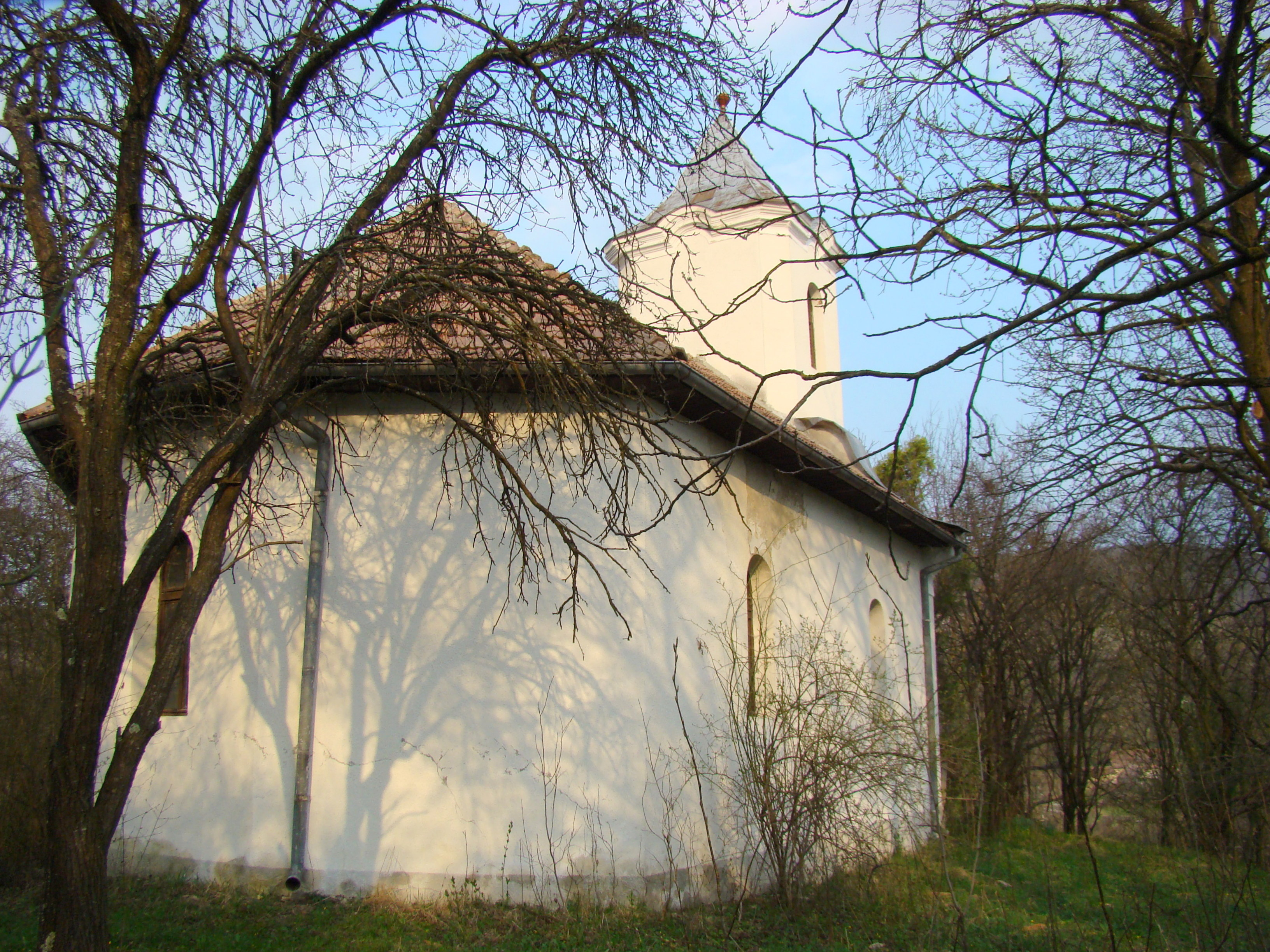
Biserica unitariană din Chidea (monument istoric)